# Cartulaire de Landévennec

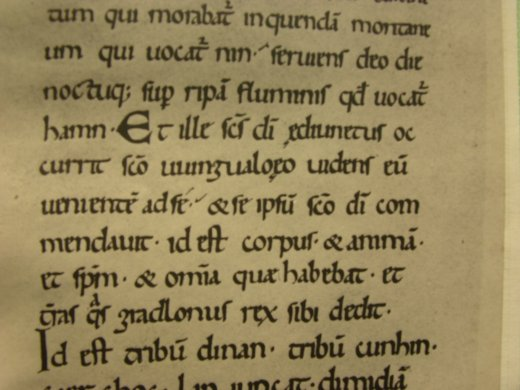
Reproduction partielle du folio 141, verso du cartulaire de Landévennec.

Le cartulaire de Landévennec est un manuscrit daté du XIe siècle, provenant de l'ancienne abbaye de Landévennec (située dans l'actuel Finistère) et actuellement conservé à la Médiathèque de Quimper.

## Description
Il est rédigé en latin et consiste en un volume de 164 feuillets de parchemin mesurant 270 mm de haut sur 180 mm de large.
Le texte comprend deux parties :
- la première partie écrite au IXe siècle (avant 884) par Wrdisten (Gurdisten), abbé de Landévennec, contient 140 feuillets et est composée exclusivement de documents hagiographiques, presque tous relatifs à saint Guénolé (son nom est écrit Uinualoe), le fondateur de l'abbaye[2].
- la seconde partie écrite aux Xe et XIe siècles, contient 24 feuillets (folios 140 à 164) et est composée des titres et documents diplomatiques relatifs aux droits et possessions de l'abbaye proprement dit[2],[3].

Ce document est une source d'informations très importante pour la connaissance de l'histoire de la Bretagne à l'époque médiévale, en particulier pour le haut Moyen Âge en Cornouaille. C'est également une source capitale pour l'anthroponymie et la toponymie bretonnes car le texte latin intègre nombre de toponymes et de noms d'hommes en vieux breton. Il contient notamment les  donations faites en faveur de l’abbaye de Landévennec (vers 945-950), par les évêques Hesdren de Nantes, Blendivet de Vannes et Salvator d’Aleth, d’un Houuel comes et d'un Vuerec (sans doute ses fils illégitimes), et des vicecomes comme Iestin, ancêtre des sires de Retz et Diles (de Cornouaille) ou Moyse, décrit comme étant « très vertueux, orné de mœurs (glorieux), né d'une lignée de personnalité royale et d'ancêtres illustres » (quidam vir indolis, moribus ornatus, stemate regalium ortus, ...stemate regalium ortus,... tradidit de sua propria hereditate sancto).

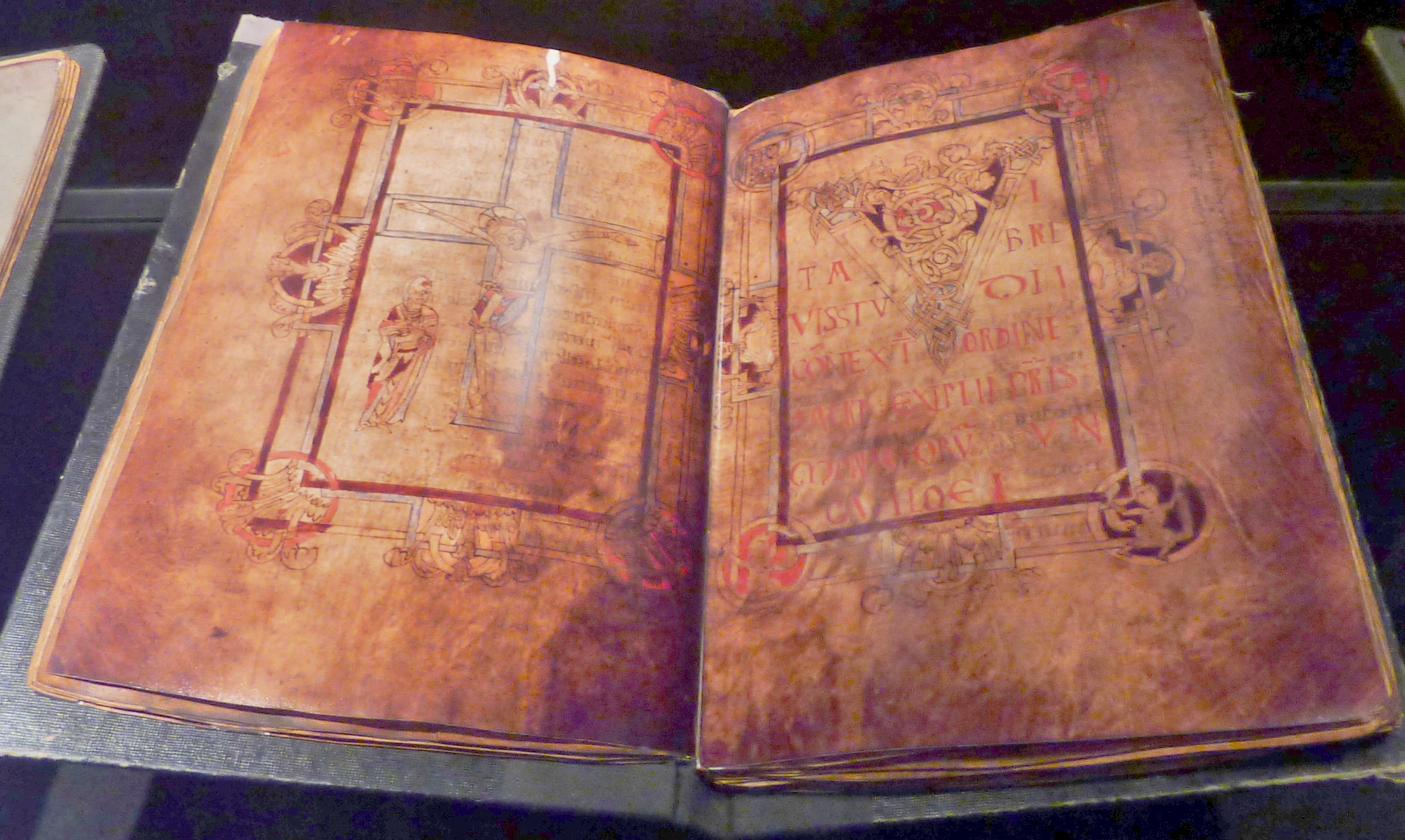
Musée de l'ancienne abbaye de Landévennec : cartulaire de Landévennec, une double page (parchemin du XIe siècle) 1.
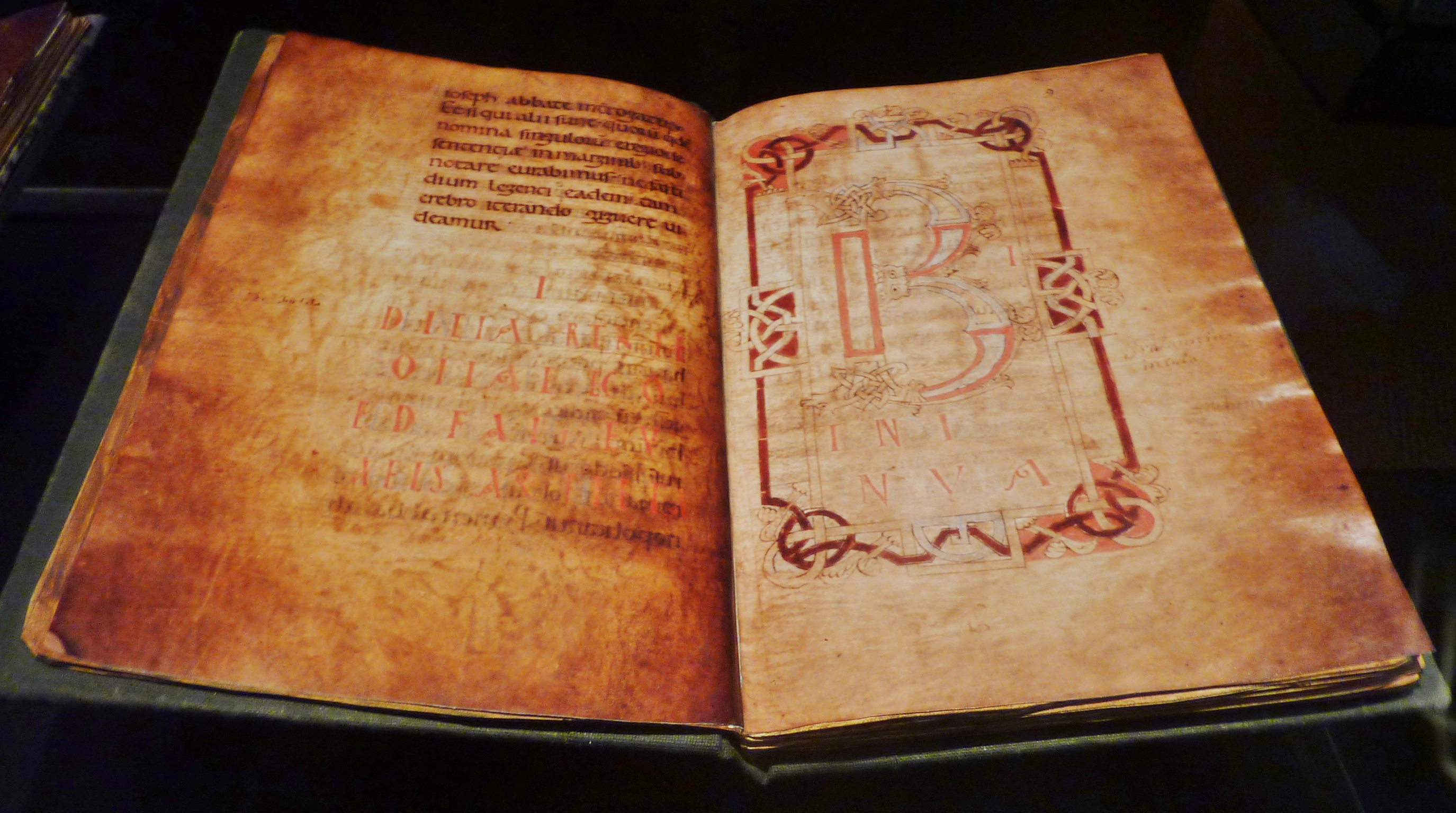
Musée de l'ancienne abbaye de Landévennec : cartulaire de Landévennec, une double page (parchemin du XIe siècle) 2.

#### Édition récente
- Cartulaire de Saint-Guénolé de Landévennec, sous la direction de Stéphane Lebecq, Rennes, Presses Universitaires de Rennes / Société d’Histoire et d’Archéologie de Bretagne, 2015, 465 p.  (ISBN 978-2-7535-2725-6) 
 avec notamment la reproduction intégrale en fac-similé du manuscrit 16 de la bibliothèque municipale de Quimper, une étude du manuscrit, et la traduction de la Vie longue de saint Guénolé par Gurdisten et de l'Hymne alphabétique du moine Clément.

#### Éditions anciennes
- Arthur de La Borderie, Cartulaire de l'abbaye de Landévennec, Rennes, Société archéologique du Finistère, 1888, 218 p.Première livraison. - Texte du cartulaire en latin, avec notes et variantes en français
lire en ligne sur Gallica
- Arthur de La Borderie, Le cartulaire de Landévennec, coll. « Histoire de Bretagne », 1889, 70 p.Texte en français et contient des annexes en latin. - Extr. des "Annales de Bretagne", t. IV, 1889
lire en ligne sur Gallica
- Florio Bustron - René de Mas-Latrie - Le Men - Émile Ernaut - Mireur, Mélanges historiques : choix de documents, Chronique de l'île de Chypre - Cartulaire de Landévennec : Ligue des ports de Provence contre les barbaresques en 1585-86, 1886, 638 p.à partir de la page 533
lire en ligne sur Gallica

#### Études
- Arthur Le Moyne de La Borderie, Le cartulaire de Landévennec, in Annales de Bretagne, t. 4, 1888, p. 295-364.
- René Largillière, "La topographie du cartulaire de Landévennec", in Bulletin de la Société archéologique du Finistère, t. 69, 1942, p. 29-68.
- Jean-Luc Deuffic, "Le cartulaire de Landévennec (introduction à l'étude de Le Men)", in Britannia Christiana, t. 5/2, 1985, p. 1-13.
- Jean-Luc Deuffic, À propos de la charte XXIX du cartulaire de Landévennec. Notes sur deux livres d'Heures, in Bulletin de la Société archéologique du Finistère, tome 116, 1987, p. 217-221, carte.
- Hubert Guillotel, Cartulaires bretons médiévaux, in Les cartulaires. Actes de la table ronde organisée par l'École nationale des chartes ; P., École des chartes et Genève, Droz, 1993, p. 325-341.
- Anne-Marie Bezault, Le patrimoine du monastère de Landévennec au XIe siècle, d'après son cartulaire, Mémoire de Maîtrise, Université de Paris IV, 1997-1998.
- Stéphane Lebecq, Le Cartulaire de l'abbaye Saint-Guénolé de Landévennec, in L'Abbaye de Landévennec en l'an mille, p. 65-73, musée de l'ancienne abbaye de Landévennec, Coop Breizh, 2023.